# Panaxia diluta
Panaxia diluta är en fjärilsart som beskrevs av Kettlewell 1943. Panaxia diluta ingår i släktet Panaxia och familjen björnspinnare. Inga underarter finns listade i Catalogue of Life.